# Nádja
A Nádja az orosz Nagyezsda női név becenevéből önállósult, jelentése: remény, reménység.

## Rokon nevek
- Nadin:[1] a Nagyezsda becenevéből önállósult, francia névalak.[2]
- Nadinka:[1] a Nagyezsda becenevéből önállósult, szláv kicsinyítőképzős forma.[2]

## Gyakorisága
Az 1990-es években a Nádja, Nadin és Nadinka szórványos név, a 2000-es években nem szerepelnek a 100 leggyakoribb női név között.

## Névnapok
Nádja, Nadin, Nadinka
- augusztus 1.[2]

## Híres Nádják, Nadinok, Nadinkák
- Nadia Boulanger francia zeneszerző, karmester
- Nadia Comăneci olimpiai bajnok román tornász
- Nadja Peulen német zenész
- Nadine Capellmann német díjlovagló
- Nadine Gordimer dél-afrikai író
- Nadine Keßler német női labdarúgó
- Nadine Krause német válogatott kézilabdázó
- Nagyezsda bolgár hercegnő
- Nagyezsda Petrovna Romanova orosz hercegnő
- Nagyezsda Viktorovna Petrova orosz teniszezőnő